# Jacob van Ruisdael
Jacob van Ruisdael (Haarlem, 1628 of 1629 – Amsterdam, vermoedelijk Haarlem, en daar begraven 14 maart 1682) was een Nederlands schilder, tekenaar en etser, bekend van zijn landschappen en zeegezichten. Hij behoort tot de beste schilders die de Gouden Eeuw heeft voortgebracht.

## Biografie
Er is veel speculatie over het leven van Van Ruisdael, omdat er weinig over de schilder zelf bekend is: zo zijn alleen al zijn geboortedatum en sterfplek hevige discussiepunten. Voor zover bekend is er geen enkel portret, zelfportret of brief van Van Ruisdael bewaard. Er is een duidelijk beeld van zijn werk maar veel minder van zijn leven.
Op 9 juni 1661 verklaarde hij 32 jaar oud te zijn, wat betekent dat hij werd geboren in 1628 of 1629. Hij was de zoon van de onfortuinlijke lijstenmaker Isaack van Ruysdael, die ook wat schilderde. Jacobs moeder was waarschijnlijk Isaacks tweede vrouw, Maycken Cornelis, die hij 12 november 1628 trouwde. Isaack trouwde 9 maart 1642 voor de derde maal, met Barbertgen Hoevenaels en het jaar daarop werd Jacobs halfzuster Maria van Ruisdael geboren. Jacob was een neef van de bekende landschapsschilder Salomon van Ruysdael. Hij groeide op in het Haarlemse schildersmilieu. Van Ruisdaels familie staat ook bekend onder de naam 'de Goyer' naar hun afkomst uit het Gooiland. Jacobs grootvader Jacob Jansz de Goyer (voorheen van den Graft, ca. 1560-1616) was als bewoner of pachter van Slot Ruysdael (Ruisschendaal of de Graft) in Blaricum naar Naarden verhuisd, waar hij als meubelmaker werkte. Isaack veranderde echter zijn naam in Van Ruysdael, net als twee andere van de vier zonen van Jacob Jansz, waarschijnlijk om de afkomst van de familie aan te geven en voor het nageslacht te bewaren. Alleen Jacob spelde de nieuwe familienaam met een i. Zijn vader, zijn oom en hun kennissen, waaronder Jan van Goyen, hebben grote invloed gehad op de ontwikkeling van de schilder.
Van Ruisdael trad in 1648 toe tot het Haarlemse Sint-Lucas schildersgilde. De regels van het gilde geboden dat iemand eerst drie jaar de status van leerling kreeg en vervolgens minstens een jaar als 'vrije gast' werd aangeduid. Enkel vrije gasten hadden het recht hun werk te signeren. Omdat Van Ruisdael zijn werk vanaf 1646 signeerde was hij waarschijnlijk van 1643 tot 1646 leerling en vervolgens van 1646 tot 1648 'vrije gast'. Van Ruisdaels talent was op jonge leeftijd al duidelijk en algemeen wordt aangenomen dat hij toegelaten werd tot het gilde zo gauw hij de minimumleeftijd van 20 jaar had bereikt. In 1646 eindigden ook de gerechtelijke processen, waarbij zijn vader betrokken was. Waarschijnlijk begon hij vanaf dat jaar zijn vader financieel te ondersteunen.

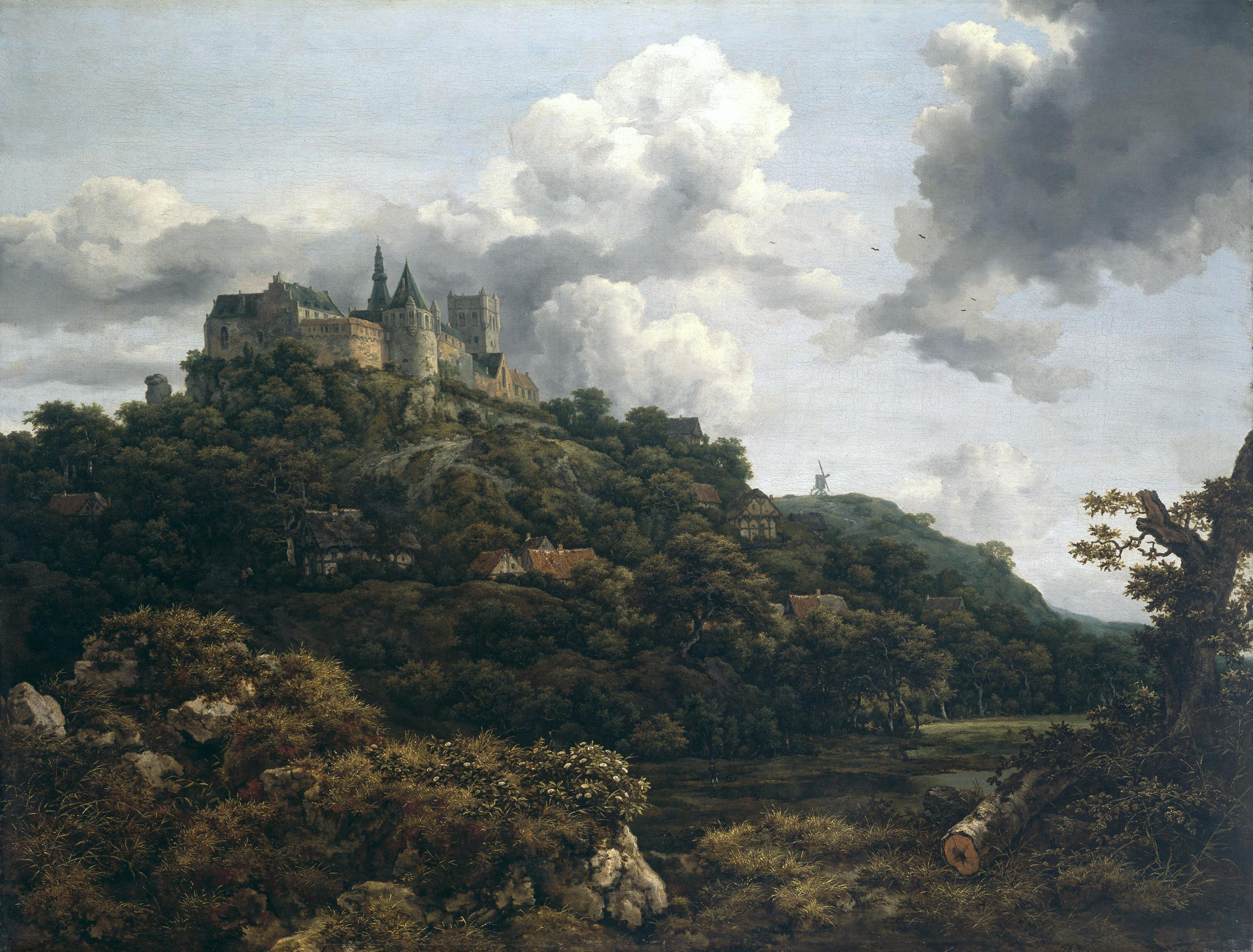
Gezicht op kasteel Bentheim, 1653, National Gallery of Ireland, Dublin

Er zijn verhalen dat Van Ruisdael in 1646 begon te reizen en dat dit resulteerde in een aantal schilderijen. Zo zou hij in 1646 met zijn vader naar Egmond aan Zee zijn geweest, waar ze beiden schilderden. In 1647 zou hij naar Naarden en naar Rhenen zijn geweest. In 1650 zou hij naar Bentheim aan de Duits-Nederlandse grens zijn vertrokken, waarvan hij samen met zijn vriend Nicolaes Berchem een groot aantal schilderijen van Kasteel Bentheim maakte. Vervolgens zou hij naar zijn familie in Alkmaar zijn gereisd. Het is echter hoogstwaarschijnlijk dat hij slechts enkele maanden in Bentheim is geweest en niet verder heeft gereisd.

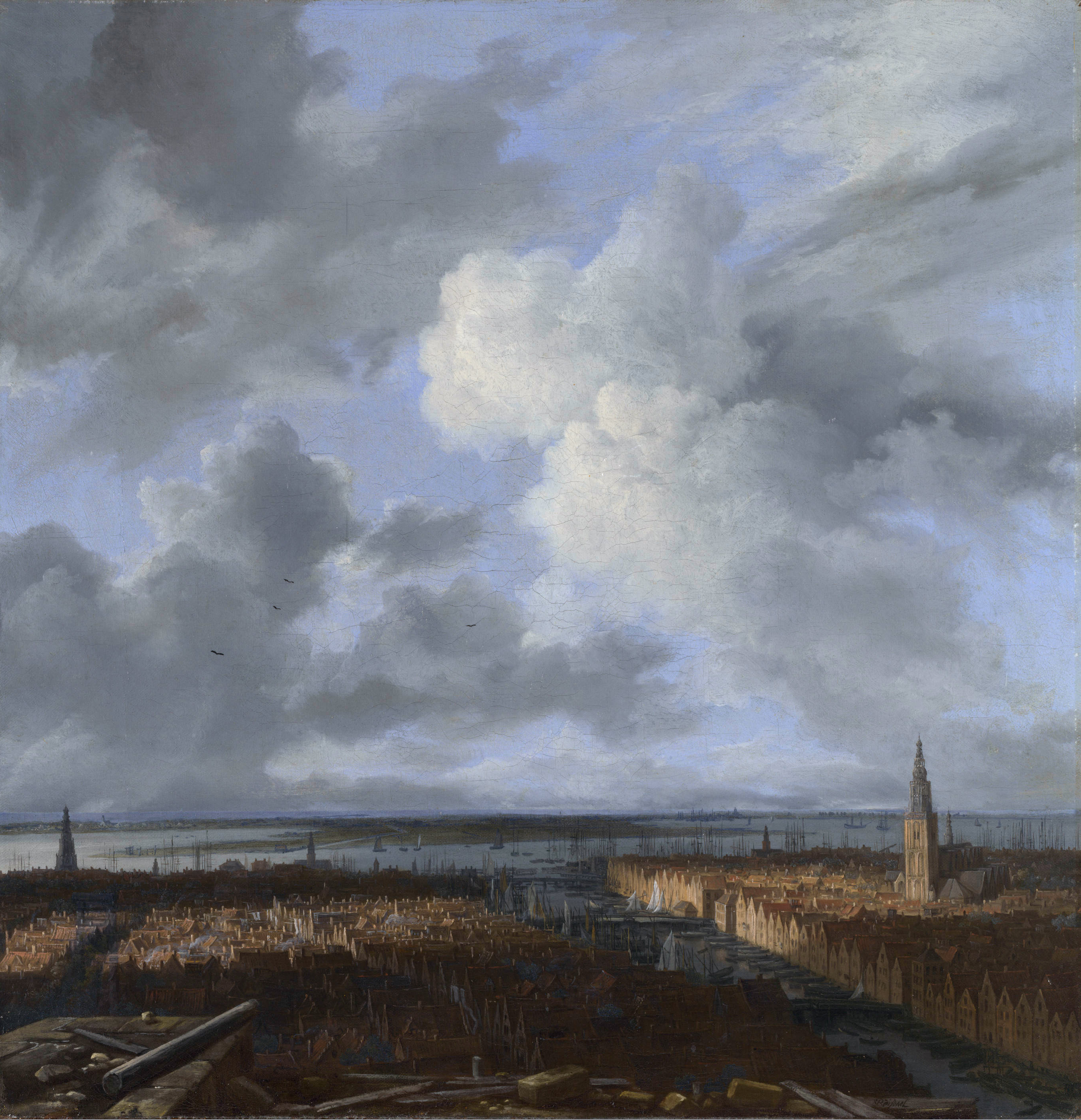
Gezicht op Amsterdam vanaf de steigers van het nieuwe stadhuis. 1670-1673, National Gallery, Londen

Rond 1656 verhuisde Van Ruisdael naar Amsterdam, waar hij in 1659 burgerrechten kreeg. Hier woonde hij op verschillende adressen, onder meer aan de Kalverstraat en – volgens een vermelding in een kerkenraadprotocol uit 1657 – in de 'Beursstraet inde Silvere Trompet'. Dit is het tegenwoordige Rokin, vlak bij de Dam. 14 Juni 1657 verzocht hij gedoopt te worden voor de Hervormde Kerk. Een week later werd hij in Ankeveen gedoopt. Waarschijnlijk hoorde hij eerder, net als zijn vader, oom en neef, tot de mennonieten.
Er is slechts één document waaruit blijkt dat Van Ruisdael een schildersleerling had. Die leerling was Meyndert Lubbert (beter bekend als Meindert Hobbema), die Jacob als wees in huis nam. Rond 1660-1661 nam hij Hobbema mee naar de Duits-Nederlandse grens, een reis die grote impact had op de ontwikkeling van Hobbema. Van Ruisdael genoot hoog aanzien in Amsterdam. Na de dood van Govert Flinck in 1660 kregen Van Ruisdael, Jan Lievens, Jordaens, Jurriaen Ovens en Rembrandt door de gebroeders Cornelis en Andries de Graeff de opdracht een aantal schilderijen te leveren voor de decoratie van het nieuwe stadhuis in Amsterdam, het latere Paleis op de Dam.
In de lijst van Amsterdamse artsen (de Series Nominum Doctorum Medicinae) wordt de naam van ene Jacobus Ruijsdael vermeld. Er staat bij dat hij slaagde voor zijn artsenexamen aan de Noord-Franse universiteit van Caen. De naam is echter op grove wijze doorgehaald. Volgens Ruisdaelkenner Seymour Slive is het ongeloofwaardig dat Van Ruisdael op latere leeftijd in Frankrijk nog een studie medicijnen afrondde, temeer daar uit zijn constante productie van schilderijen onmogelijk geconcludeerd kan worden dat hij Amsterdam verlaten kan hebben.
Van Ruisdael is nooit rijk geworden, hoewel bekend is uit enkele fiscale en notariële gegevens dat hij beter af was dan zijn vader. In 1674 werd hem een betaling van de 200ste penning opgelegd. Uit het gegeven dat hij tien gulden betaalde, kan worden opgemaakt dat zijn eigen vermogen op 2000 gulden werd geschat.
Van Ruisdael bleef zijn hele leven ongehuwd. Op 14 maart 1682 werd hij begraven in het zuiderdwarsschip van de Haarlemse St. Bavokerk (grafnummer 177). Waarschijnlijk is hij aan het eind van zijn leven naar Haarlem teruggekeerd. Er is namelijk geen document gevonden dat zijn naaste familieleden een in de stad Amsterdam geldende speciale belasting hebben betaald voor als een overledene buiten zijn woonplaats begraven werd. Ook zijn er verhalen dat hij in armoede is gestorven, maar dit is waarschijnlijk een verwisseling met zijn neef Jacob Salomonsz. van Ruysdael (ca. 1630-1681), van wie het zeker is dat hij arm is overleden.
Van Ruisdael raakte na zijn dood enigszins in vergetelheid. Toen ruim een eeuw later buitenlandse schilders, zoals Joshua Reynolds en John Constable hem bleken te bewonderen, werd hij weer bekend. Zo werd in 2006 een overzichtstentoonstelling aan Van Ruisdael gewijd in Londen.

## Zijn werk
Veel van Van Ruisdaels vroege werken zijn gemaakt in de omgeving van Haarlem en laten duidelijk de invloeden van zijn vader en oom zien, maar ook van Cornelis Vroom. Tijdens zijn studiereizen kwam hij in aanraking met ruigere landschappen. Dit beïnvloedde zijn werk blijvend en hij beeldde met grote regelmaat ruige woeste landschappen af met daarin watervallen, naaldbossen en heuvels onder stormachtige luchten. Boslandschappen met grote centrale motieven van ruïnes, watermolens en oude eiken behoren tot zijn oeuvre. Van grote invloed op deze periode was ook het werk van Allart van Everdingen, die het thema van Scandinavische watervallen, na een reis naar Zweden, mee terug naar Holland nam. In Amsterdam schilderde Van Ruisdael ook stadsgezichten in vogelvlucht en winterse taferelen. Menselijke figuren zijn in zijn werken zeer spaarzaam aangebracht door zijn leerlingen.
Het werk van Van Ruisdael is geen directe weergave van de werkelijkheid. De landschappen zijn poëtischer, imposanter en dramatischer dan in werkelijkheid en zijn zorgvuldig gecomponeerd. De schilderijen zijn 'uyt den gheest' geschilderd, omdat het ten eerste technisch nog niet mogelijk was om buiten het atelier te schilderen (de tubeverf zou immers pas enkele eeuwen later worden "uitgevonden") en het ten tweede de bedoeling was om slechts de essentie van het landschap weer te geven. Het was dus niet het doel om topografisch correct te schilderen. Dit gold zowel voor Van Ruisdael als voor zijn tijdgenoten.

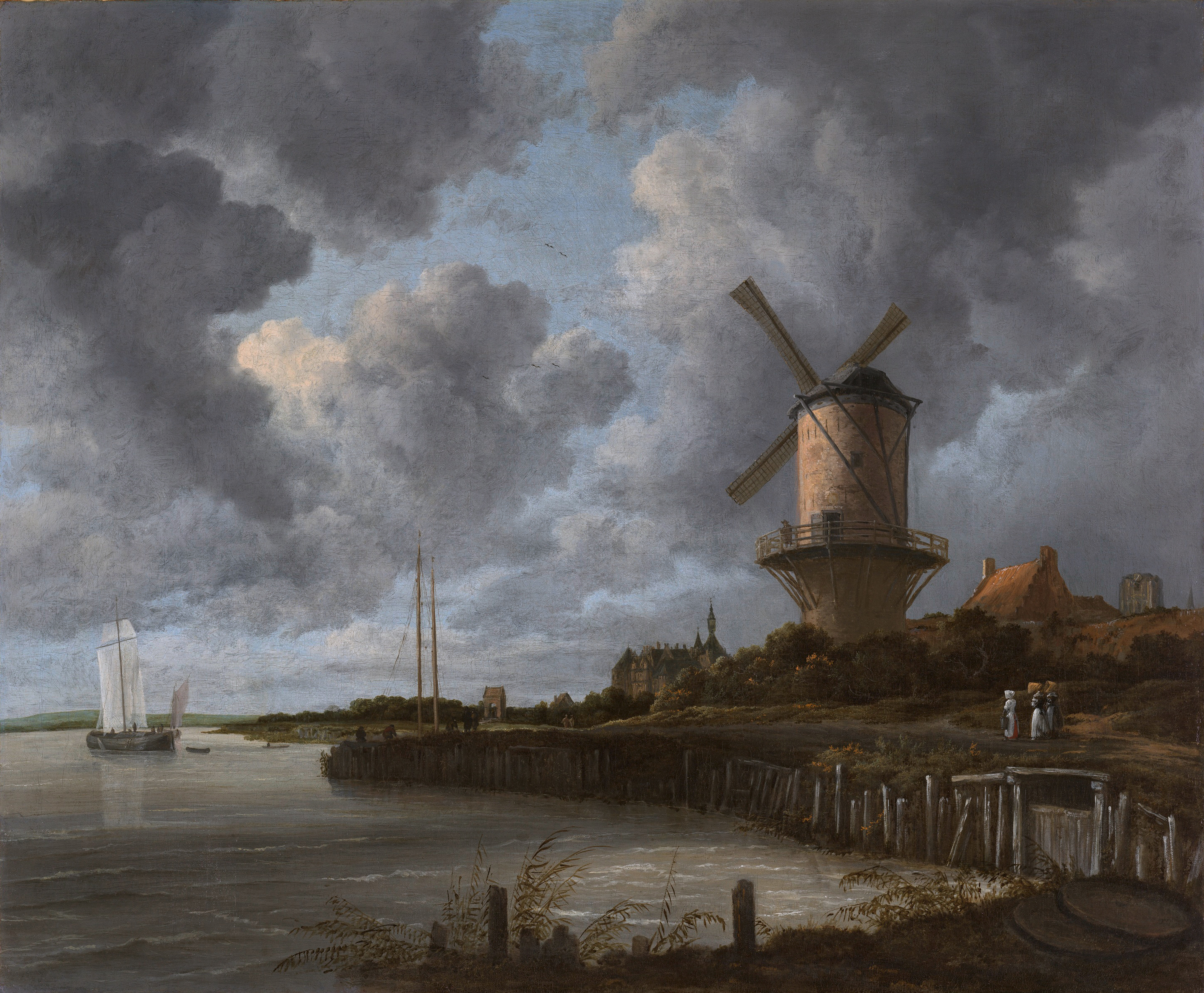
De molen bij Wijk bij Duurstede, ca. 1670, Rijksmuseum, Amsterdam

In ongeveer 1670 schilderde Van Ruisdael een aanzicht van Haarlem met op de voorgrond blekerijen en op de achtergrond de St.Bavokerk. De voorstelling werd al snel populair en Van Ruisdael maakte zo'n vijftien gelijkende schilderijen. Ook andere schilders begonnen hem na te doen. Er werden zo veel van dezelfde aanzichten gefabriceerd dat het een eigen soortnaam kreeg: Haarlempje.
Van Ruisdaels belangrijkste werken zijn De molen bij Wijk bij Duurstede (circa 1670) en De Joodse begraafplaats (1655-1660). Het laatstgenoemde is, zoals al Van Ruisdaels werk, zorgvuldig gecomponeerd en dus geen weergave van de werkelijkheid. Alleen de graftombes van de Portugees-Joodse begraafplaats Beth Haim in Ouderkerk aan de Amstel zijn dat wel. Het witmarmeren graf is van dr. Eliahu Montalto. Hier is ook de diepere christelijke ondertoon zeer duidelijk. De graven en de regenboog verwijzen naar de vergankelijkheid. Op de achtergrond is ook de ruïne van Egmond te zien. Deze ruïne komt vaker voor op Van Ruisdaels schilderijen. De regenboog zou kunnen worden opgevat als de belofte van vergiffenis en zaligheid door middel van geloof. Goethe zag in het werk van Van Ruisdael het idee van de romantiek terug. In de zeventiende eeuw heerste echter het idee dat landschap een middel tegen melancholie was en de goddelijke lading in de schilderijen is dus 'positief' van aard, terwijl in de romantiek het landschap juist wordt gebruikt om melancholie of Weltschmerz aan te geven. Het idee van het landschap uit de zeventiende eeuw staat dus los van het idee van het landschap uit de negentiende eeuw.

## Lijst van werken (selectie)
| Datering      | Titel                                                  | Verblijfplaats                              | Afbeelding |
| ------------- | ------------------------------------------------------ | ------------------------------------------- | ---------- |
| 1647          | Landschap                                              | Poesjkinmuseum, Moskou                      |            |
| Ca. 1647      | Duinlandschap bij Haarlem                              | Musée du Louvre, Parijs                     |            |
| Ca. 1650      | De Joodse begraafplaats                                | Detroit Institute of Arts                   |            |
| 1653          | Gezicht op kasteel Bentheim                            | National Gallery of Ireland, Dublin         |            |
| 1653, ca.     | Landschap met watermolen en twee rietsnijders          | Museum Boijmans Van Beuningen, Rotterdam    |            |
| 1655, ca.     | Bosgezicht                                             | National Gallery of Art, Washington         |            |
| Ca. 1670      | Gezicht op het Damrak in Amsterdam                     | Museum Boijmans Van Beuningen               |            |
| Ca. 1670      | De molen bij Wijk bij Duurstede                        | Rijksmuseum Amsterdam, Amsterdam            |            |
| Ca. 1670      | Gezicht op Haarlem vanuit de duinen in het noordwesten | Staatliche Museen zu Berlin, Gemäldegalerie |            |
| Ca. 1670-1675 | Gezicht op Haarlem met bleekvelden                     | Kunsthaus Zürich                            |            |
| 1681-1682     | Gezicht op Amsterdam vanaf de Amsteldijk               | Amsterdam Museum, Amsterdam                 |            |